# Regeringskonference
En regeringskonference er i EU en række af møder mellem repræsentanter for medlemsstaternes regeringer, som har til formål at ændre det traktatmæssige grundlag for EU-samarbejdet. Alle ændringer af institutionel karakter sker på grundlag af drøftelser på regeringskonferencerne.
Ofte strækker regeringskonferencerne sig over flere møder over et par måneder, og forhandlingerne afsluttes med et topmøde med deltagelse af både stats- og regeringscheferne. 
Seneste regeringskonference blev afholdt i 2004, hvor Traktat om en forfatning for Europa, der senere er droppet, blev udarbejdet.